# Чубары
Чубары — посёлок в Аргаяшском районе Челябинской области. Входит в состав Акбашевского сельского поселения.

## География
Расположен в юго-восточной части района, на берегу реки Чубар. Расстояние до районного центра, села Аргаяш, 31 км.

## История
Посёлок официально образован и назван в 1963 при Ленинском отделении совхоза «Аргаяшский». Назван в честь реки Чубар.

## Население
| 2002 | 2010 |
| ---- | ---- |
| 352  | ↗353 |

(в 1956—305, в 1959—366, в 1967—509, в 1970—608, в 1983—431, в 1995—390)

## Инфраструктура
- ФАП
- Школа
- Библиотека
- ЗАО «Акбашевский»